# 大洞镇 (英德市)
大洞镇是中国广东省清远市英德市下辖的一个镇。

## 行政区划
大洞镇下辖大洞居委会、麻蕉村、龙潭村、大田村、黄塘村、黄沙村、苗花村、庙坑村。